# Michael Hanley
Sir Michael Hanley (ur. 24 lutego 1918, zm. 1 stycznia 2001) – Dyrektor Generalny brytyjskiej służby bezpieczeństwa MI5, w latach 1972–1978.

## Rodzina i edukacja
Urodził się w Leeds, mieście w północnej Anglii, w hrabstwie West Yorkshire. Jego ojciec, James Hanley, był profesorem ds. rolnictwa w miejscowym uniwersytecie. Dzięki pozycji i wpływom ojca w ośrodkach edukacyjnych Wielkiej Brytanii, Michael zdobył swoje wykształcenie w dziedzinie najnowszej historii w takich uczelniach jak Eton i oxfordzkim The Queen’s College.

## Wojsko i II wojna światowa
Po wybuchu II wojny światowej zaciągnął się do armii brytyjskiej, gdzie w późniejszym czasie służył jako oficer artylerii. Następnie został przydzielony do pracy w Zjednoczonym Sojuszniczym Centrum Wywiadu (JAIC) w Budapeszcie. W 1945 roku powrócił do Wielkiej Brytanii, gdzie uczęszczał na kurs języka rosyjskiego na Uniwersytecie w Cambridge. Po zakończeniu kursu w 1946 roku został asystentem attaché wojskowego w Budapeszcie, a od 1947 roku, po powrocie do Wielkiej Brytanii, oficerem łącznikowym w Ministerstwie Wojny do spraw kontaktów z radzieckimi attaché wojskowymi.

## MI5
W 1948 roku dostał się do Security Service, brytyjskiej służby bezpieczeństwa wewnętrznego i kontrwywiadu, bardziej znanej jako MI5. Swoją długą karierę rozpoczął od stanowiska oficera analitycznego do spraw radzieckich. Pod koniec 1948 roku, pracownik Sekcji D3, zajmującej się analizą kontrwywiadowczą. W Sekcji D3 pracował do 1951 roku. W połowie tego roku został pracownikiem Sekcji D2, zajmującej się kontrwywiadem do spraw krajów komunistycznych poza Związkiem Radzieckim w MI5. Następnie od 1954 roku był pracownikiem Wydziału E (sprawy Kolonii). W 1958 roku powrócił do Sekcji D2, tym razem na stanowisko jej szefa. W 1960 roku dyrektor Wydziału C, a od 1971 roku Wydziału D (od końca 1968 roku przemianowanego na Wydział K), MI5. W 1971 został zastępcą ówczesnego dyrektora generalnego MI5, Martina Jonesa, a po jego odwołaniu w kwietniu 1972 roku, zastąpił go jako dyrektor generalny MI5.

W 1978 roku odwołany ze stanowiska szefa MI5. Mieszkał w Wielkiej Brytanii.
Agent wywiadu PRL Michał Goleniewski, który przeszedł na stronę Zachodu w 1961, utrzymywał, że Michael Hanley został pozyskany przez radzieckie służby specjalne jeszcze na Joint Services Language School w Cambridge w 1945. Podejrzewa się jednak, że ucieczka polskiego agenta była częścią gry służb bezpieczeństwa ZSRR, mającej na celu zdyskredytowanie funkcjonariuszy zachodnich służb specjalnych. Warto w tym miejscu zaznaczyć, że wszystkie poprzednie informacje ujawnione przez Goleniewskiego, służby zachodnie uznały za wiarygodne.